# Morro do Chapéu
Morro do Chapéu is een gemeente in de Braziliaanse deelstaat Bahia. De gemeente telt 35.031 inwoners (schatting 2009).

## Aangrenzende gemeenten
De gemeente grenst aan América Dourada, Bonito, Cafarnaum, João Dourado, Miguel Calmon, Ourolândia, Piritiba, São Gabriel, Sento Sé, Tapiramutá, Utinga en Várzea Nova.